# Corymbia calophylla
Espèce
Corymbia calophylla est une espèce de plantes à fleurs de la famille des Myrtaceae. C'est un arbre originaire d'Australie où son nom vernaculaire  est « marri ».

## Description
Il se distingue des autres Corymbia par ses très grands bourgeons et fruits.
Il est proche du Corymbia ficifolia dont il diffère par sa taille beaucoup plus grande (environ 50 mètres de haut dans la nature), la taille de ses bourgeons, de ses fleurs et de ses fruits, la couleur de ses fleurs (blanches ou roses au lieu de rouge). Toutefois, dans certaines zones la présence des deux espèces ayant pour conséquence une hybridation importante rend l'identification difficile.
La résine qui s'écoule de l'écorce en cas de blessure ressemble à du sang.

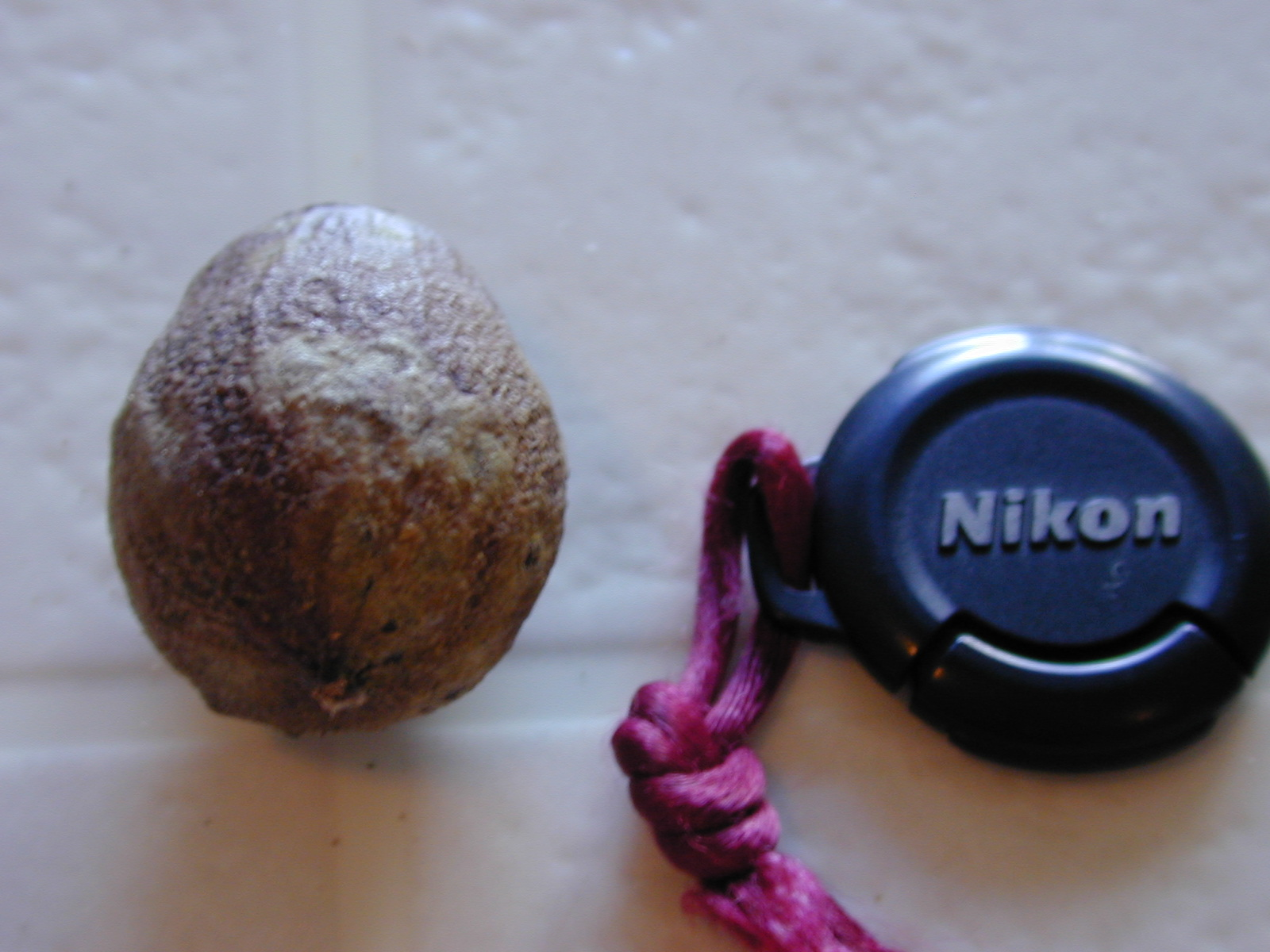
Fruit.
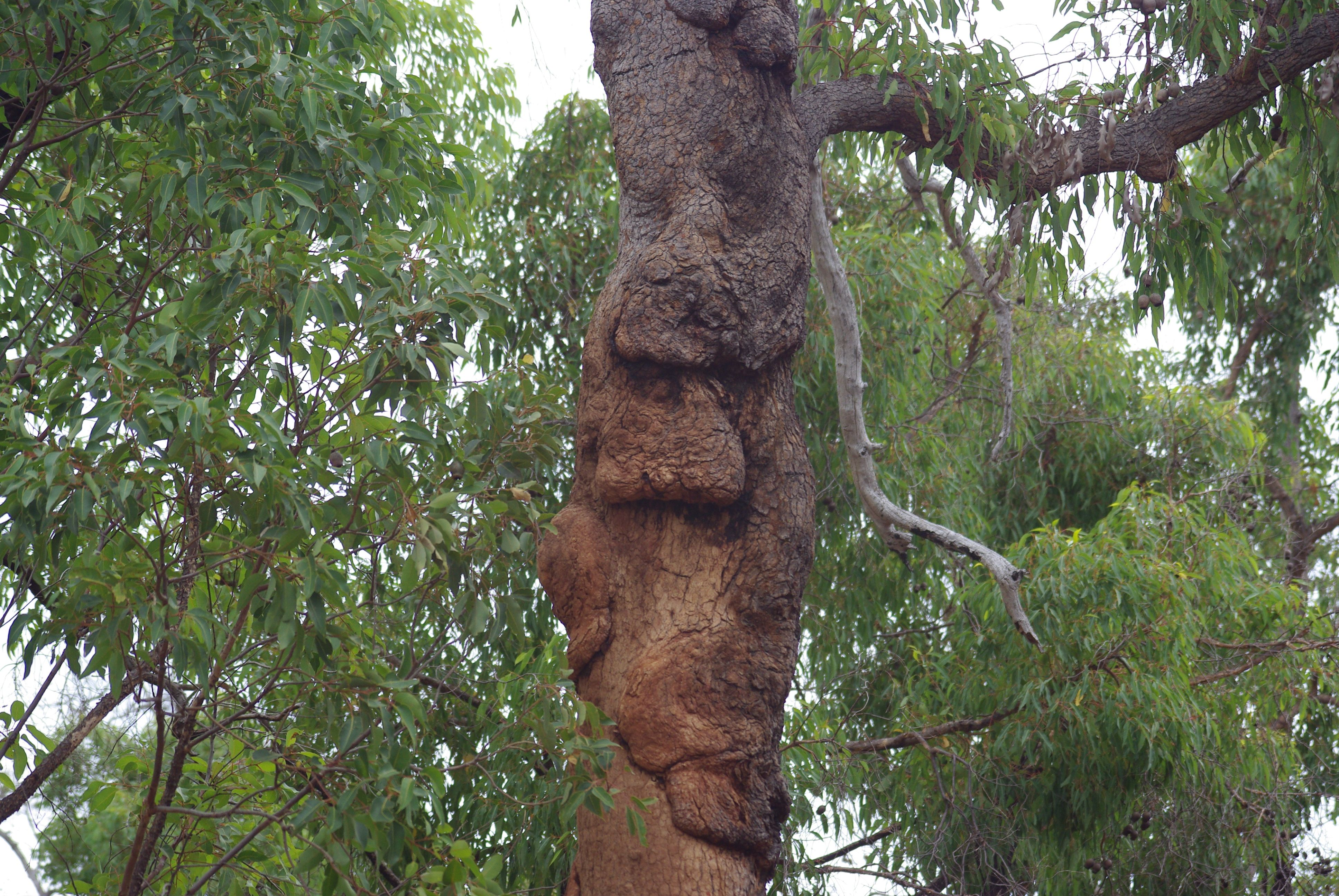
Un tronc tuméfié, en Australie.
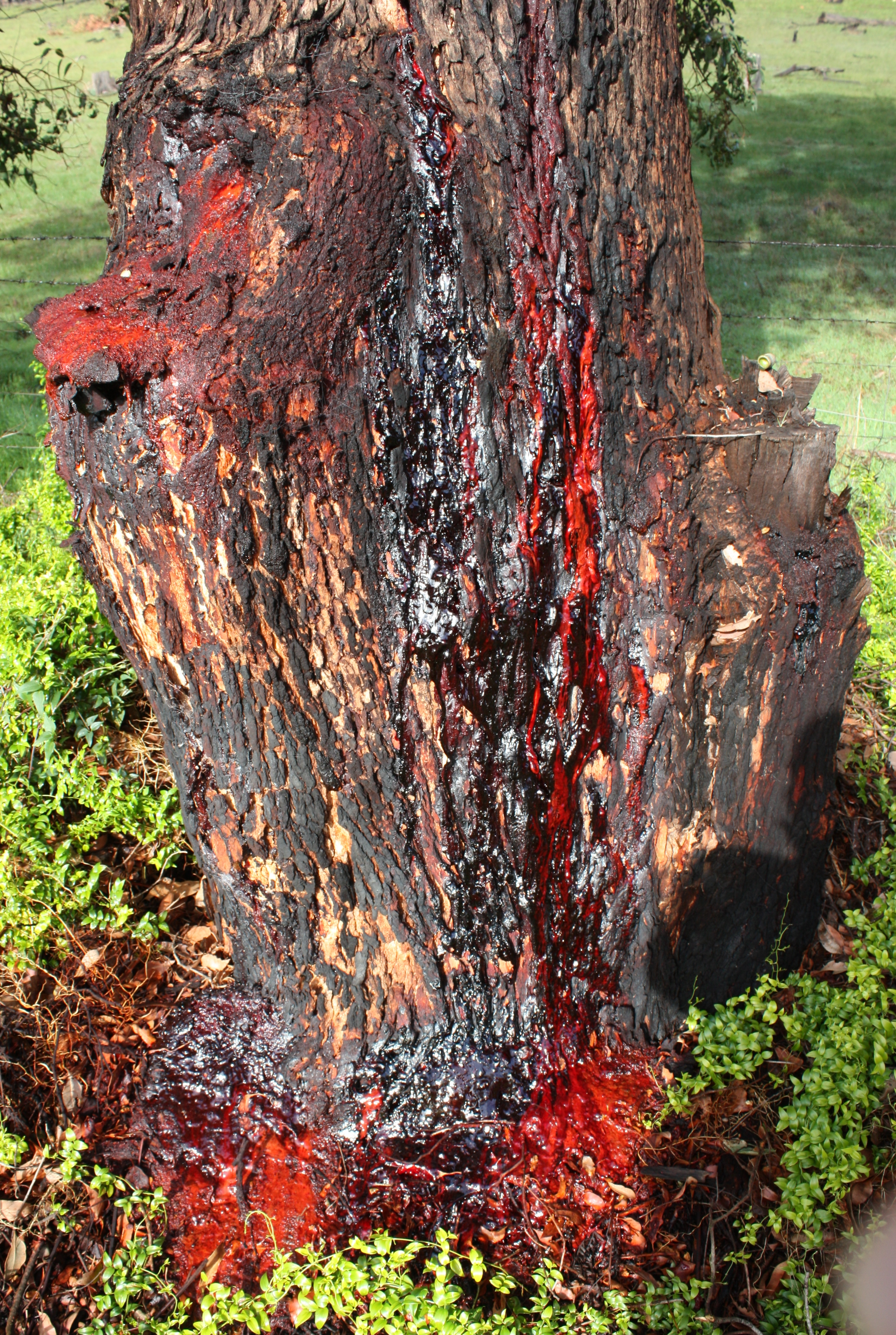
Une résine rouge sang s'écoule de l'écorce abimée.

## Répartition
Cet arbre est largement répandu dans le Sud-Ouest de l'Australie occidentale, du nord de Geraldton (28° S) à Cap Riche (34° S), et à l'intérieur des terres jusqu'à Narrogin (32°56′S 117° E).
On le trouve sur la plaine côtière de Swan et sur l'escarpement de Darling montrant ainsi sa capacité d'adaptation aux différents environnements.
Il pousse sur des sols relativement pauvres, mais les plus beaux spécimens sont considérés comme étant un indicateur de la présence des meilleurs sols agricoles.